# Чемиш
Чѐмиш е село в Северозападна България, община Георги Дамяново, област Монтана.

## География
Село Чемиш се намира на около 14 km запад-северозападно от областния център град Монтана, около 6 km север-североизточно от общинския център село Георги Дамяново и около 37 km изток-югоизточно от град Белоградчик. Село Чемиш е разположено в Западния Предбалкан, в западното подножие на Веренишко бърдо и долината на течащата на юг през селото малка местна река Финдо, ляв приток на река Огоста. Надморската височина в центъра на Чемиш при сградата на кметското наместничество е около 317 m. Климатът е умерено-континентален.
През Чемиш минава общински път, който на юг след село Видлица прави връзка с третокласния републикански път III-102, водещ на изток към Монтана, а на север (неподдържан към 2023 г. асфалт) прави връзка с първокласния републикански път I-1, водещ на северозапад към град Видин, а на югоизток и юг през Монтана, Враца, Мездра, столицата София и Благоевград към ГКПП Кулата – Промахон.
Землището на село Чемиш граничи със землищата на: село Каменна Рикса на запад и север; село Горна Вереница на изток; село Видлица на югоизток; селата Гаврил Геново и Горна Ковачица на юг; село Челюстница на югозапад (граничен участък около 0,290 km).
Етническият състав на населението на село Чемиш по численост и дял на етническите групи според преброяването през 2011 г. е:
| Етнически групи     | Численост | Дял (в %) |
| Общо                | 87        | 100       |
| Българи             | 82        | 94,25     |
| Турци               | 0         | 0         |
| Цигани              | 5         | 5,75      |
| Други               | 0         | 0         |
| Не се самоопределят | 0         | 0         |
| Не отговорили       | 0         | 0         |

Към 15 март 1924 г. в село Чемиш има регистрирани: 49 души по постоянен адрес; 61 души по настоящ адрес; 32 души по постоянен и настоящ адрес в същото населено място.
Числеността на населението на село Чемиш по данните от преброяванията от 1934 г. насам се променя както следва:
| \| Година на преброяване \| Численост \| \| --------------------- \| --------- \| \| 1934 \| 463 \| \| 1946 \| 483 \| \| 1956 \| 411 \| \| 1965 \| 358 \| \| 1975 \| 237 \| \| 1985 \| 183 \| \| 1992 \| 160 \| \| 2001 \| 122 \| \| 2011 \| 87 \| \| 2021 \| 58 \| |           |
| Година на преброяване | Численост |
| 1934 | 463       |
| 1946 | 483       |
| 1956 | 411       |
| 1965 | 358       |
| 1975 | 237       |
| 1985 | 183       |
| 1992 | 160       |
| 2001 | 122       |
| 2011 | 87        |
| 2021 | 58        |

## История
Селото – до 1878 г. в Османската империя, след края на Руско-турската война 1877 – 1878 г. е в Княжество България под името Чемиш.
В близост до пътя Видлица – Чемиш се намира възвишение Градището с диаметър около 30 m, по чиято периферия има следи от зид. Предполага се, че там е съществувало антично селище или светилище.
Село Чемиш е споменато в турски документи от 1607 г. и 1666 г., когато е имало 28 къщи.
Жители на селото вземат участие в Чипровското въстание от 1688 година.
Училище в селото има от 1906 г. Първоначално обучението се води в частни къщи, а през 1910 г. в построена с труд и средства на населението училищна сграда. През 1935 г. е открита районна прогимназия за учениците от селата Видлица, Чемиш и Камена Рикса. През 1936 г. учениците от село Камена Рикса се отделят в самостоятелно училище. През 1953 г. поради намаляване броя на учениците прогимназията става със слети класове, а в началното училище персоналът е намален от двама на един учител. През 1958 г. училището е електрифицирано; прогимназията от Камена Рикса е отново районирана със седалище село Чемиш. През 1964 г. е завършена пристройка към училището за общежитие на учениците от село Каменна Рикса. През периода 1982 – 2002 г. децата от село Чемиш се обучават в основното училище в село Горно Церовене.
Потребителна кооперация „Просвета“ в село Чемиш е основана през 1937 г. като кредитна кооперaция, която да снабдява населението със стоки, да подпомага нуждаещите се от средства под формата на заеми и да изкупува селскостопански произведения. Влезлите първоначално в кооперацията 8 членове събират дялов капитал и откриват потребителен магазин за смесени стоки, след което в кооперацията се включват още членове. Към кооперацията се открива отдел за изкупуване на селскостопански произведения, а по късно – и мандра за преработка на млякото в сирене. През 1949 г. кооперацията прераства във всестранна кооперация, а след 1952 г. в – потребителна кооперация. През 1954 г. са слети кооперациите на селата Чемиш, Видлица и Камена Рикса със седалище в село Чемиш. Кооперацията съществува до 1959 г.
Трудово кооперативно земеделско стопанство (ТКЗС) е основано в село Чемиш на 19 септември 1958 г. През 1962 г. то се обединява с ТКЗС – село Гаврил Геново и към 1991 г. е в състава на Кооперативно земеделско стопанство (КЗС) – село Гаврил Геново. През 1991 г. е извършено разделяне на активите и пасивите по баланса към 1 януари 1991 г. на бившето ТКЗС – село Гаврил Геново и село Чемиш, от която дата ТКЗС – село Чемиш се отделя като самостоятелно юридическо лице на самостоятелен баланс и балансова сметка със седалище село Чемиш и предмет на дейност растениевъдство и животновъдство. През 1993 г. стопанството е обявено в ликвидация и е назначен ликвидационен съвет, чиято дейност е прекратена през 1995 г. и стопанството е заличено в регистъра на Окръжния съд.

## Обществени институции
Изпълнителната власт в село Чемиш към 2025 г. се упражнява от кметски наместник.
В село Чемиш към 2025 г. има пощенска станция.

## Етимология
Турската дума „чемиш“ означава сладка круша, пъпеш, стафиди, суха черница, суха череша, слаб човек, козленце, леблебия.